# گوردون کلپ
گوردون کلپ (انگلیسی: Gordon Clapp؛ زادهٔ ۲۴ سپتامبر ۱۹۴۸) یک هنرپیشه اهل ایالات متحده آمریکا است. وی از سال ۱۹۷۹ میلادی تاکنون مشغول فعالیت بوده‌است.
از فیلم‌های معروف او می‌توان به بازی در فیلم مقررات درگیری، سقوط کردن، خشم ۲ و هشت مرد بیرونی اشاره کرد.